# Ostróda (comune rurale)
Ostróda (Osterode fino al 1945) è un comune rurale polacco del distretto di Ostróda, nel voivodato della Varmia-Masuria.
Ricopre una superficie di 401,06 km² e nel 2004 contava 15 416 abitanti.
Il capoluogo è Ostróda, che non fa parte del territorio ma costituisce un comune a sé.